# جنبش‌های فرهنگی در آسیای مرکزی قرن ۲۰
جنبش‌های فرهنگی در آسیای مرکزی در قرن بیستم تحت تأثیر تحولات سیاسی، اجتماعی و ایدئولوژیک گسترده‌ای قرار گرفتند. این دوره با تغییرات عمیق در ساختارهای فرهنگی، هویتی و هنری کشورهای منطقه همراه بود.

## جنبش‌ها

### جنبش «هجوم» (Hujum) و اصلاحات اجتماعی شوروی
در دهه ۱۹۲۰، حکومت شوروی کمپین «هجوم (آسیای میانه)» را برای مقابله با نابرابری‌های جنسیتی در جمهوری‌های مسلمان آسیای مرکزی آغاز کرد. این کمپین با هدف حذف حجاب، افزایش سواد زنان و مشارکت آن‌ها در زندگی عمومی اجرا شد. اگرچه این اقدامات در ابتدا با مقاومت فرهنگی مواجه شدند، اما در نهایت منجر به افزایش نرخ سواد و کاهش برخی از سنت‌های محدودکننده زنان شدند.

### احیای موسیقی سنتی: شش‌مقام (Shashmaqam)
«شش‌مقام» یکی از سبک‌های موسیقی کلاسیک در تاجیکستان و ازبکستان است که ریشه در شهر بخارا دارد. این موسیقی با اشعار عرفانی و سازهای سنتی اجرا می‌شود و در دوران شوروی به‌عنوان نمادی از هویت فرهنگی منطقه حفظ شد.

## جنبش‌های هنری معاصر

### «پانک شرق‌گرایی» (Punk Orientalism)
در سال‌های اخیر، هنرمندان آسیای مرکزی با استفاده از هنر معاصر به نقد ساختارهای قدرت و بازنگری در هویت پساشوروی پرداخته‌اند. نمایشگاه «پانک شرق‌گرایی» نمونه‌ای از این تلاش‌هاست که با ترکیب مفاهیم «پانک» و «شرق‌گرایی»، به بررسی مقاومت در برابر اقتدارگرایی و بازتعریف هویت فرهنگی می‌پردازد.

### احیای تنگری‌گرایی (Tengrism) در قرقیزستان
در قرقیزستان، برخی از سیاستمداران و روشنفکران به احیای تنگری‌گرایی، دین باستانی ترک‌ها و مغول‌ها، پرداخته‌اند. این حرکت به‌عنوان تلاشی برای بازسازی هویت ملی و فاصله‌گیری از میراث شوروی تلقی می‌شود.

### نقش «روحنامه» در ترکمنستان
در دهه ۱۹۹۰، صفرمراد نیازوف، رئیس‌جمهور ترکمنستان، کتاب «روحنامه» را به‌عنوان راهنمای معنوی و فرهنگی ملت ترکمن معرفی کرد. این کتاب به‌عنوان بخشی از سیاست‌های ملی‌گرایانه و تقویت هویت ملی در دوران پساشوروی مورد استفاده قرار گرفت.

### جنبش‌های هنری در قزاقستان
در قزاقستان، هنرمندان با استفاده از هنرهای تجسمی و مفهومی به بازتاب مسائل اجتماعی و فرهنگی پرداخته‌اند. آثار آن‌ها ترکیبی از نمادهای سنتی و مفاهیم مدرن است که به بررسی هویت ملی و تحولات اجتماعی می‌پردازد.